# Nenngröße 0

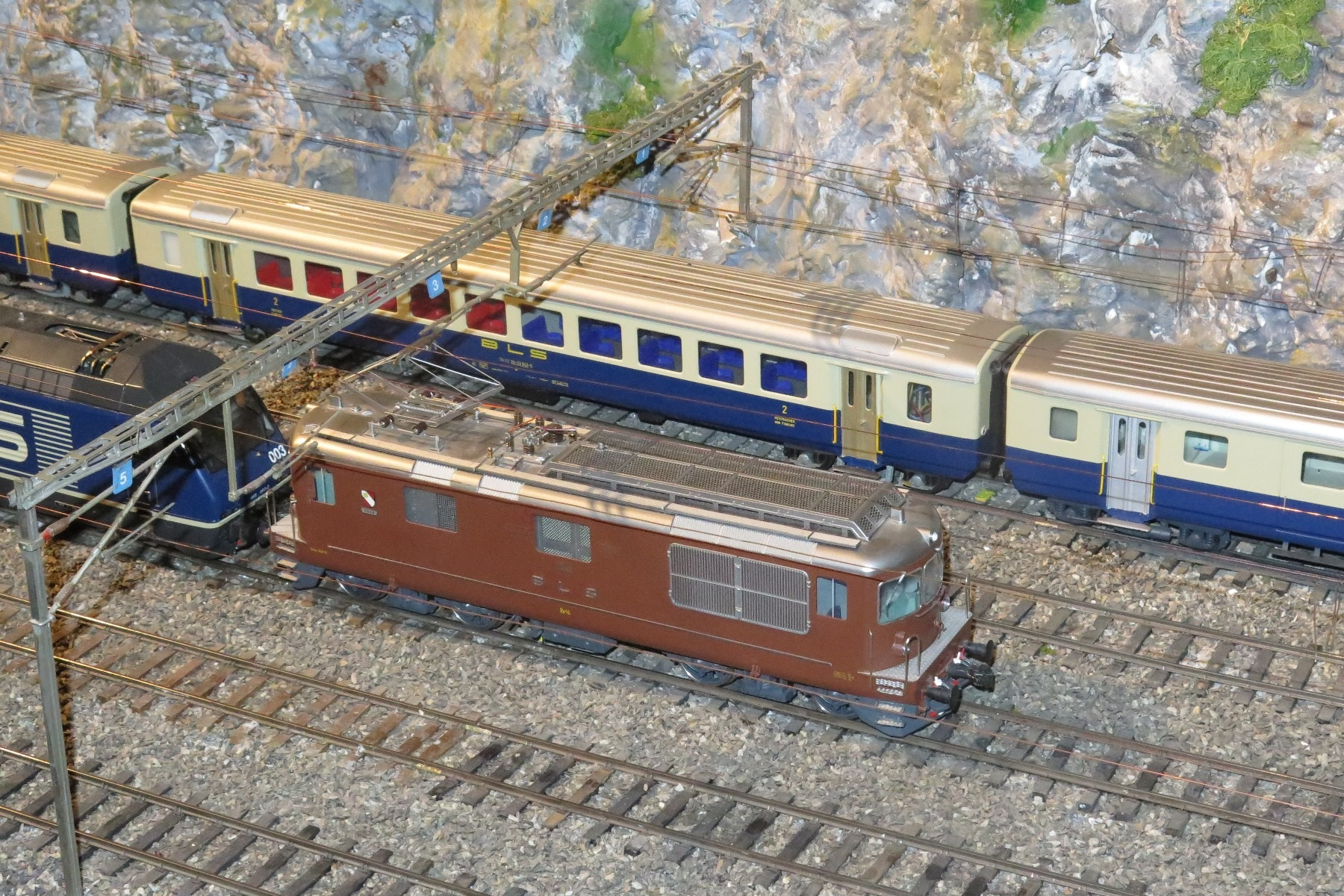
Ausschnitt Modelleisenbahnanlage des TEA in der Spur 0 im Maßstab 1:45 in der Schweiz, 2016

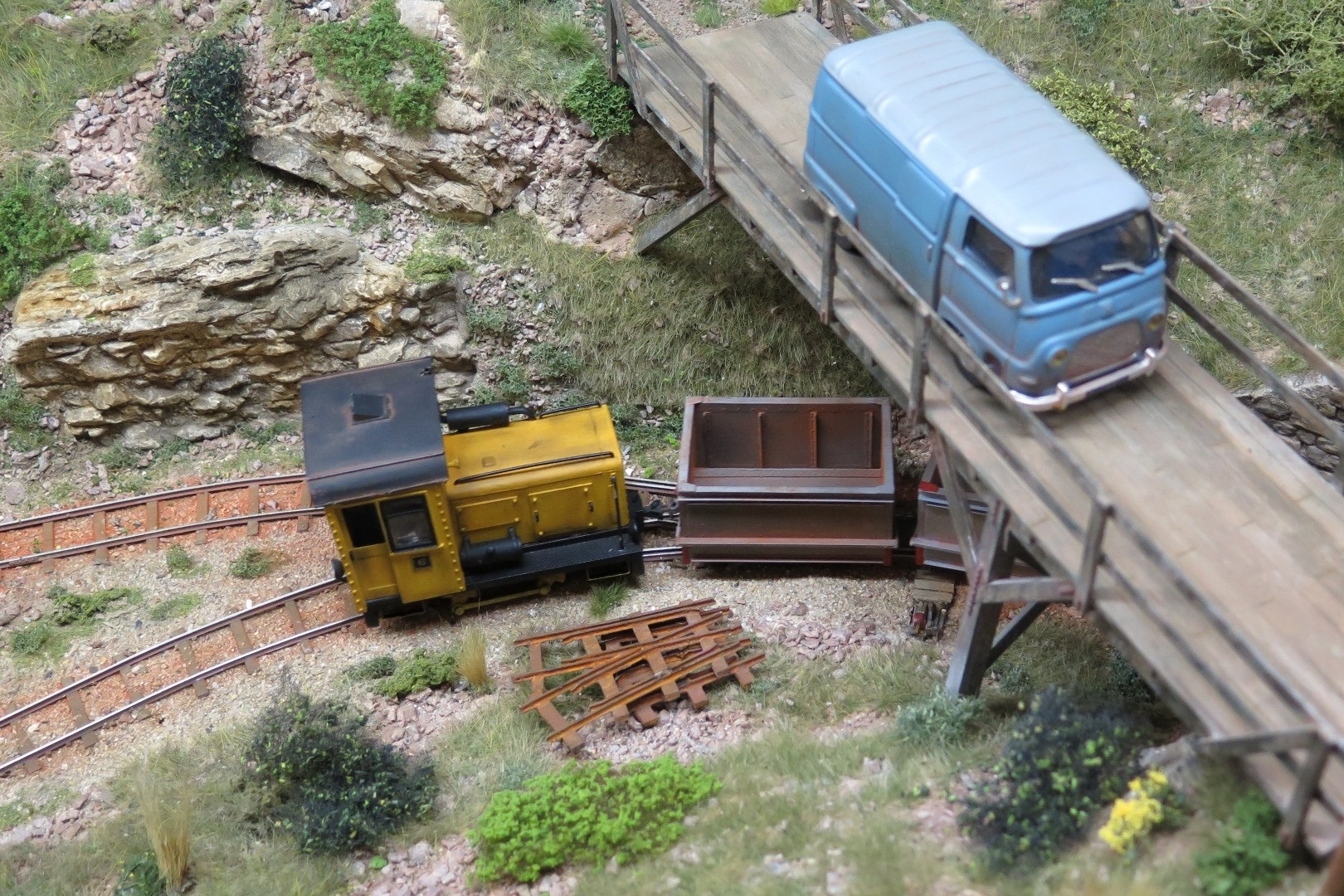
Ausschnitt einer Feldbahn-Modelleisenbahnanlage in der Spur 0-14 im Maßstab 1:43,5, mit einem Automodell im Maßstab 1:43, an einer Modelleisenbahn-Ausstellung in Luxemburg, 2015

Die Nenngröße 0 (gesprochen: Nenngröße Null) ist eine in den Normen Europäischer Modellbahnen (NEM), den Normen des British Railway Modelling Standards Bureau (BRMSB) und den Normen der National Model Railroad Association (NMRA) festgelegte Baugröße für Modelleisenbahnen. Die Normalspur mit einer Vorbild-Spurweite von 1435 mm weist dabei eine Modell-Spurweite von 32 mm auf und wird umgangssprachlich als Spur 0 bezeichnet. Der Maßstab unterscheidet sich geschichtlich bedingt in den verschiedenen Regionen: In Kontinentaleuropa beträgt er meist 1:45, in Großbritannien und Frankreich meist 1:43,5 und in Nordamerika 1:48.

## Geschichte

### Nenngröße 0
Der Begriff Nenngröße 0, fasst die verschiedenen Spurweiten der Nenngröße zusammen und setzte sich als solcher erst ab den 1960er Jahren durch.
Weltweit bieten zahlreiche Hersteller Rollmaterial, Gleismaterial und Zubehör für die Nenngröße 0 an.

### Spur 0

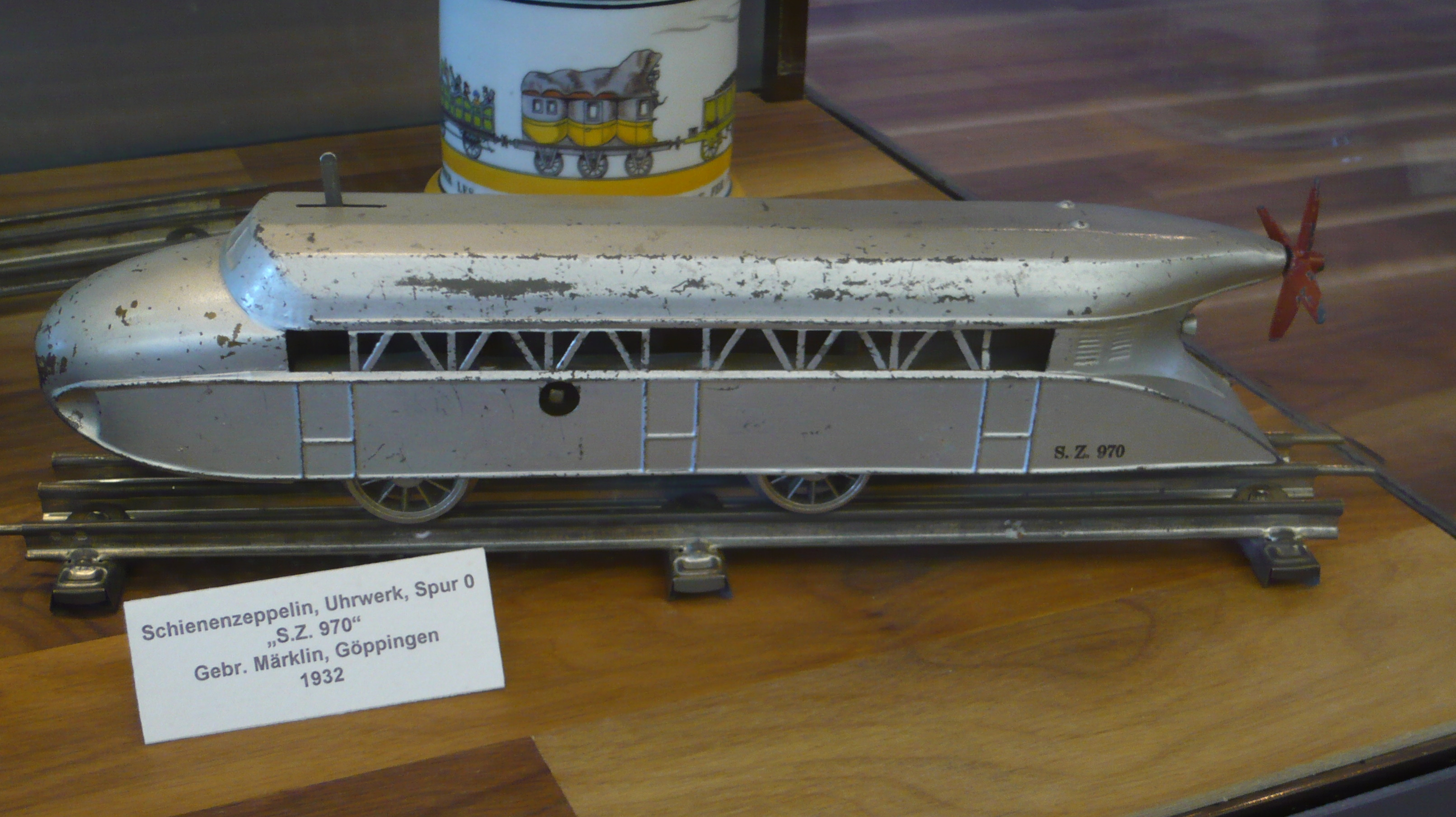
Spur 0 Modell des Schienenzeppelins (Märklin, 1932) im Zürcher Spielzeugmuseum

Die Spur 0 für Modelleisenbahnen wurde um die Jahrhundertwende des 19. Jahrhunderts zum 20. Jahrhundert eingeführt. So präsentierte 1893 Märklin seine erste Spur 0 Modelleisenbahn an der Leipziger Messe. Die Spur 0 löste die Spur I als meistverwendete Baugröße ab, weil der Platzbedarf geringer und die Modelle, auch dank der aufkommenden industriellen Großserienfertigung, billiger wurden. Sie wurde so zur zweiten prägenden Spurweite der Modellbahngeschichte. In den 1950er und 1960er Jahren wurde die Spur 0 von der Spur H0 und Spur 00 aus dieser Rolle verdrängt und erreichte einen vorläufigen Tiefpunkt.
Bereits in den 1920er Jahren wurden in Großbritannien detaillierte Fahrzeugmodelle von Firmen wie Bassett-Lowke, Leeds Modell Company (LMC) und Millbro bewusst für Erwachsene Modelleisenbahner hergestellt.
Modelle und Zubehör eher spielzeughaften Aussehens der Spur 0 wurden in Deutschland vor dem Zweiten Weltkrieg hauptsächlich von Märklin und Bing angeboten. Neben Bing hatten viele andere Hersteller wie Kraus Fandor, Karl Bub, Distler und Doll ihren Sitz in Nürnberg.
Nach dem Zweiten Weltkrieg bot ab 1946 auch Konrad Dressler einfache Modelle an. 1949 kam Fleischmann hinzu, der als wesentliche Neuerung auf den Mittelleiter des Zweischienen-Mittelleiter-Gleissystem der meisten damaligen Mitbewerber verzichtete und auf das Zweischienen-Zweileiter-Gleissystem setzten. Im Gegensatz zu Märklin hatte Fleischmann auch einen wesentlich kleineren Anteil an Lokomotiven mit Uhrwerkantrieb im Angebot. Modelle und Zubehör der Spur 0 fertigten in der DDR die Metallwarenfabrik Stadtilm und Zeuke & Wegwerth. In der Schweiz waren Buco und HAG bekannte Hersteller in der Spur 0. In Österreich bot von 1948 bis 1955 die Firma Austria Email mit der Marke Ditmar eine Palette an Spur 0 Bahnen an.

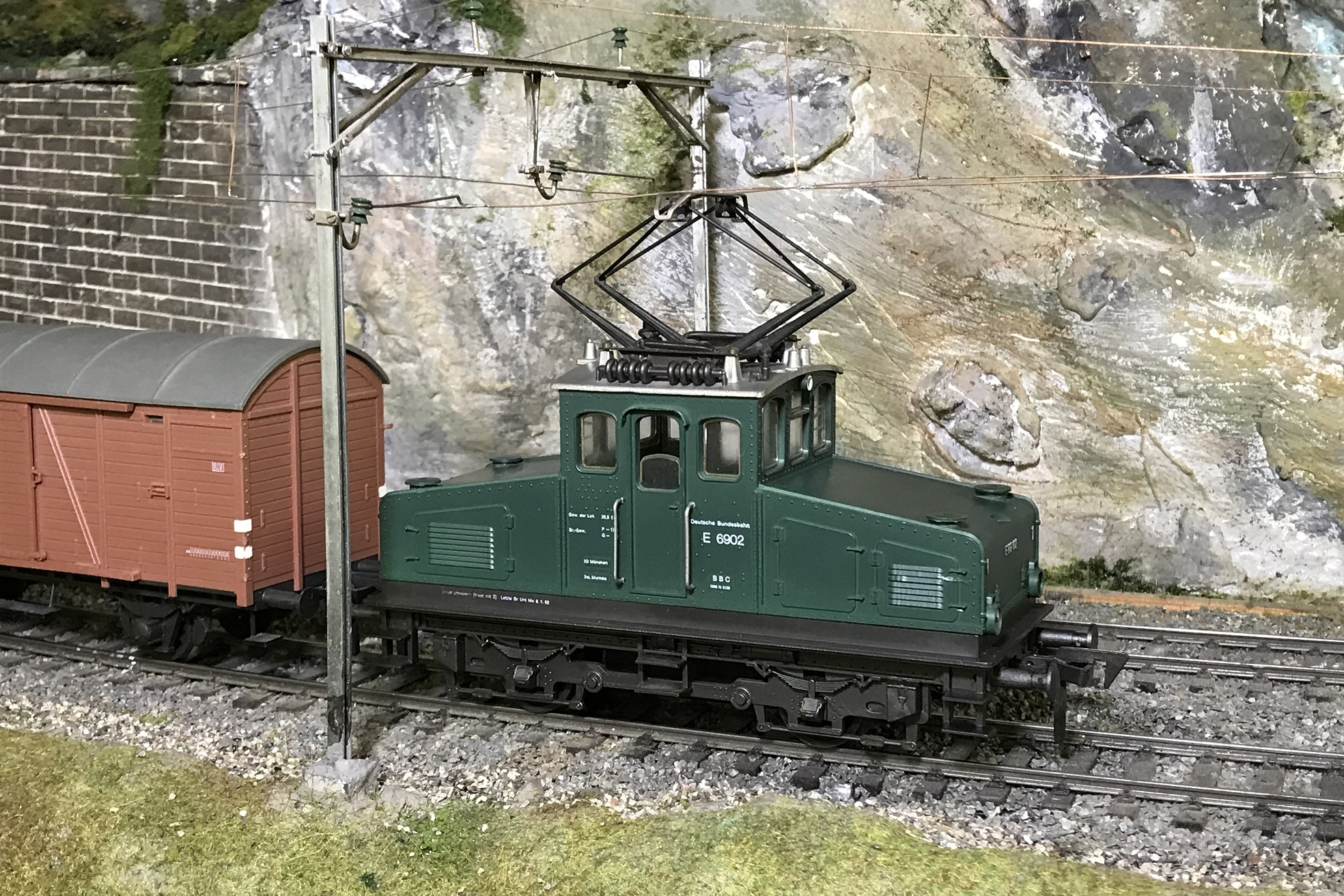
Fertigmodell der POLA Maxi Spur 0 E 69 02

Die Formen von Pola waren bei verschiedenen Herstellern sowohl für Bausätze wie auch Fertigmodelle im Einsatz und werden teils heute noch verwendet. Da die Detaillierung den damals von 1969 bis Anfang der 1990er Jahre in großen Stückzahlen produzierten Modellen von Lima und Jouef für die Spur H0 entsprach, waren die Preise im Vergleich zu Produkten von Kleinserienherstellern entsprechend günstig. Zusammen mit den ebenfalls günstigen Spur 0 Fahrzeugmodellen und Gleisen von Lima und Rivarossi verbesserte sich die Marktstellung der Spur 0 vielerorts in Europa.
Ab 2007 begann Lenz Elektronik, Spur 0 Fahrzeugmodelle und Gleise nach deutschen Vorbildern in Großserientechnik herzustellen. Das hat eine Renaissance der Spur 0 in Deutschland und der Schweiz ausgelöst, obschon die Stellung in der Schweiz schon vorangehend verhältnismäßig stark war. Die Spur 0 hat sich inzwischen in Deutschland, wo die Stellung im Vergleich zu anderen Nationen wegen der Verbreitung der Spur 1 (Märklin) jahrzehntelang schwach war, wieder auf ein mit der Spur 1 vergleichbaren Niveau gehoben.
In den letzten Jahren sind diesbezüglich weitere Hersteller dazugekommen: Brawa, Busch, MBW, MTH, Viessmann und andere. Popularität und Marktanteil sind weiter gewachsen haben, aber zwischenzeitlich den Höhepunkt überschritten. Einige dieser bekannten Hersteller stellten jedoch zwischenzeitlich die Produktion von Produkten für die Nenngröße 0 wieder ein. Beispielsweise Brawa. Produkte für die Spur 0 finden sich immer mehr Modelleisenbahnläden und im Onlinehandel. Auch die Fachpresse bringt vermehrt Artikel über Spur 0.
Das Zweischienen-Mittelleiter-Gleissystem hat in Nordamerika insgesamt nach wie vor einen hohen Stellenwert, vergleichbar mit dem Anteil des Zweischienen-Mittelleiter-Gleissystems von Märklin in der Spur H0. In Großbritannien und in Kontinentaleuropa ist dies nur noch bei den Anhänger historischer Modelleisenbahnen der Fall.

### Spur 0-16,5, Spur 0e und Spur 0n30

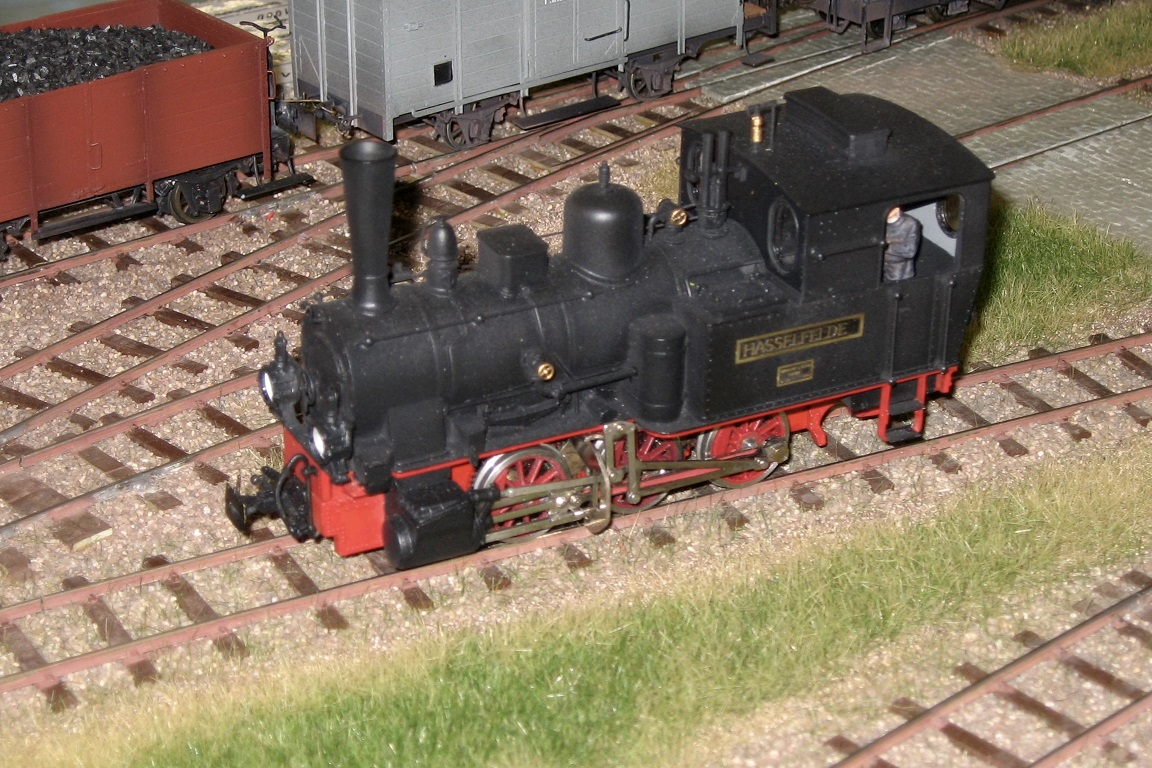
Schwarze Spur 0e Märklin MINEX Dampflokomotive, beim Vorbild eine Meterspurlokommotive, umgebaut für den Zweischienen-Zweileiter-Digitalbetrieb, an einem FREMO Treff in Stromberg, 2012

Weltweit wurden und werden in der Modelleisenbahn-Szene Schmalspurbahnen der Nenngröße 0 mehrheitlich auf Gleisen mit einer Modellspurweite von 16,5 mm betreiben. Diese Gleise mit einer Modellspurweite von 16,5 mm haben ihren Ursprung in den Gleisen der Spur 00 und Spur H0, die Märklin 1935 und American Flyer 1938 auf den Markt brachten, die dieselbe Modellspurweite haben. Die mutmaßlich erste Spur 0e Anlage im heutigen Sinne mit entsprechenden Fahrzeugen lässt sich auf das Jahre 1938 belegt zurückzuverfolgen, wenn auch es nicht ausgeschlossen ist, dass es schon einige Jahre zuvor entsprechende Fahrzeugmodelle und Anlagen gab.
Es ist weit verbreitet, dass auch andere Vorbildspurweiten als in den Normen, Empfehlungen und Richtlinien vorgegeben und zwischen etwa 650 mm und 850 mm liegen im Modell mit der Modellspurweite von 16,5 mm wiedergeben werden. Dies aus Gründen des umfangreichen Materials der Spur H0 bezüglich Gleisen und Fahrgestellen für Modellbauer. Somit wurden und werden auf der Modellspurweite von 16,5 mm aus pragmatischen gründen Modelleisenbahnanlagen und Modelleisenbahnfahrzeuge auch nach Vorbildspurweite von etwa 500 mm bis etwa 1100 mm realisiert. Dies beinhaltet beispielsweise die Vorbildspurweite von 600 beziehungsweise 610 mm für Feldbahnen und die Vorbildspurweite von 1000 mm für die Meterspur.
Aus Gründen einer regional bedingten unterschiedlichen Entwicklung haben Schmalspurbahnen der Nenngröße 0 auf einer Modellspurweite von 16,5 mm unterschiedliche Bezeichnungen und haben leicht abweichende Maßstäbe. Spur 0-16,5 mit dem Maßstab 1:43,5 in Großbritannien, Spur 0e mit dem Maßstab 1:43,5 und 1:45 in den kontinentaleuropäische Länder und Spur 0n30 mit dem Maßstab 1:48 in Nordamerika.

### Spur 0m

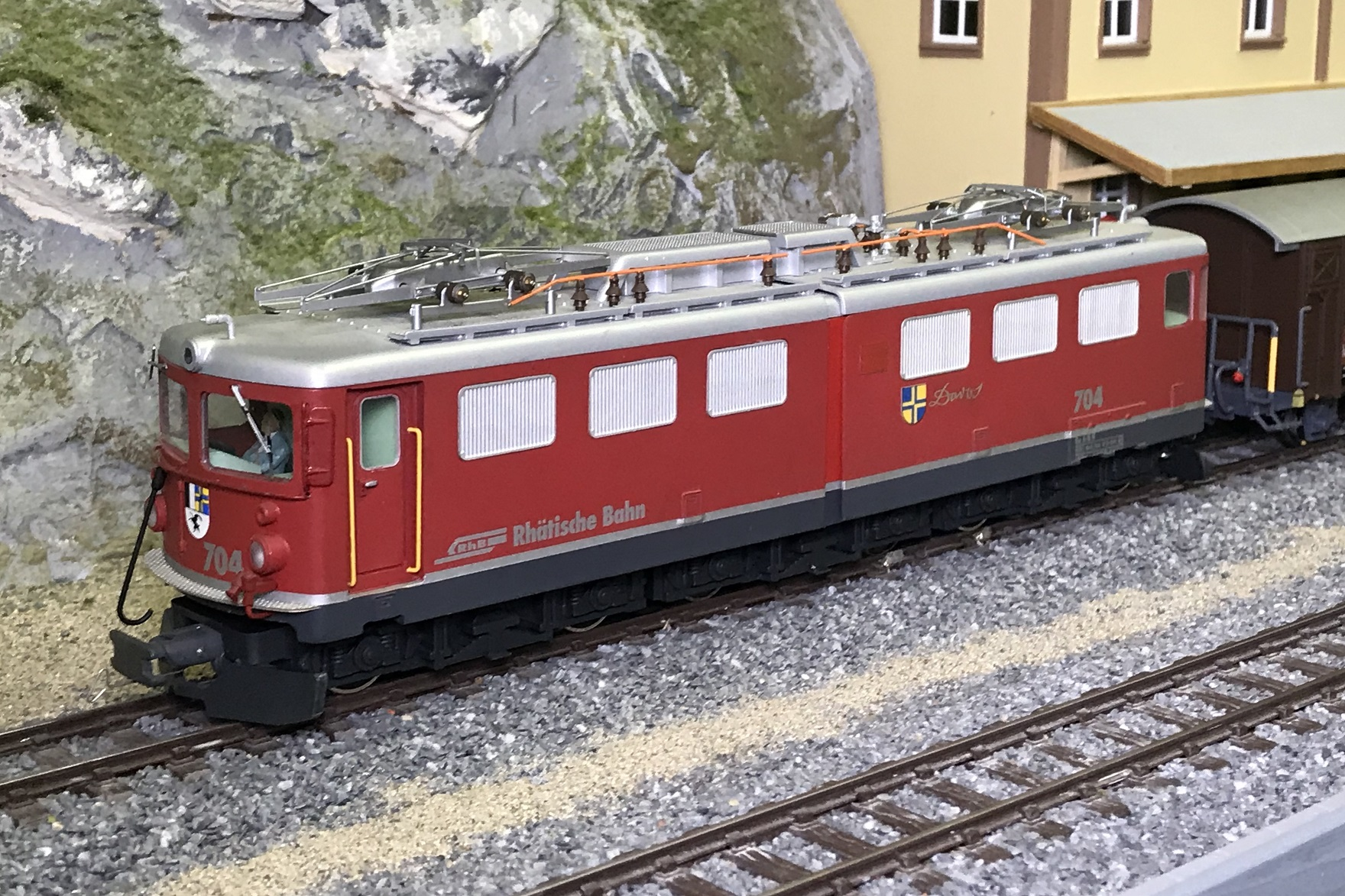
Spur 0m (Spur 0-22,5) Modell der Ge 6/6 II 704 der RhB aus Bauteilen der ehemaligen FAMA-Alpenbahn und von Lang Modellbau, 2019

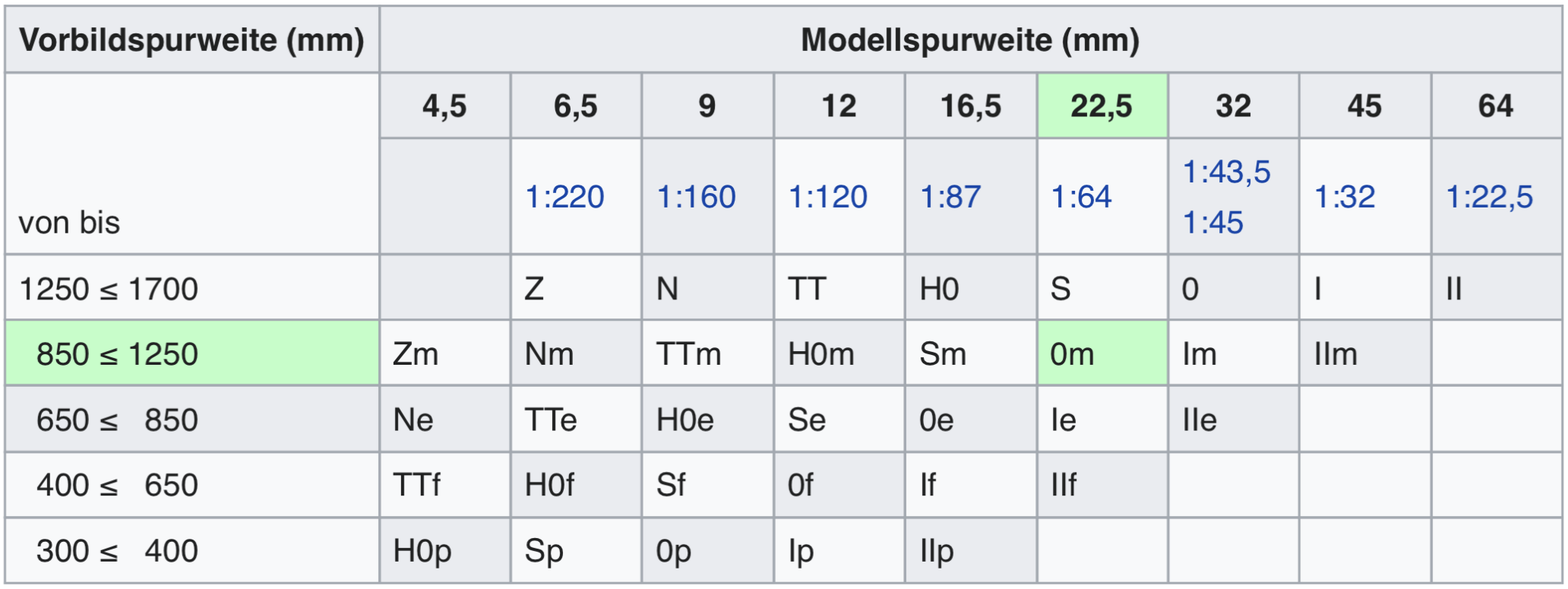
Spur 0m, Spur 0-22,5 nach NEM 110, Meterspur, Zusammenfassung der Vorbildspurweiten von 850 bis < 1250 mm.

#### Spur 0m (Spur 0-22,5)
Die Spur 0m (Spur 0-22,5) fasst die Vorbild-Spurweiten von 850 bis 1250 mm und mit ihr die Meterspur im Modell zusammen. Dies sowohl für Modelleisenbahnen im Maßstab 1:43,5 als auch im Maßstab 1:45. Meterspur-Modellbahner nutzen in der Regel die Spur 0m mit einer Modellspurweite von 22,5 mm.
Mit Stand 2023 lassen sich Modelleisenbahn-Schmalspurbahnfahrzeuge für die Modellspurweite von 22,5 mm bis auf das Jahr 1954 zurück datieren. Das ist vier Jahre vor der Erstausgabe der NEM-Normen von 1958, die die Modellspurweite der Spur 0m mit eben diesen 22,5 mm festlegte. Im Frankofonen Raum, wo nach wie vor meist der Maßstab 1:43,5 verwendet wird, gibt es mehrere gängige dazugehörende Modellspurweiten mit 22,0 mm, 22,5 mm, 22,8 mm (Stichwort Loco Diffusion) und 23,0 mm. Meist wird aber auch hier die Modell-Spurweite von 22,5 mm verwendet.

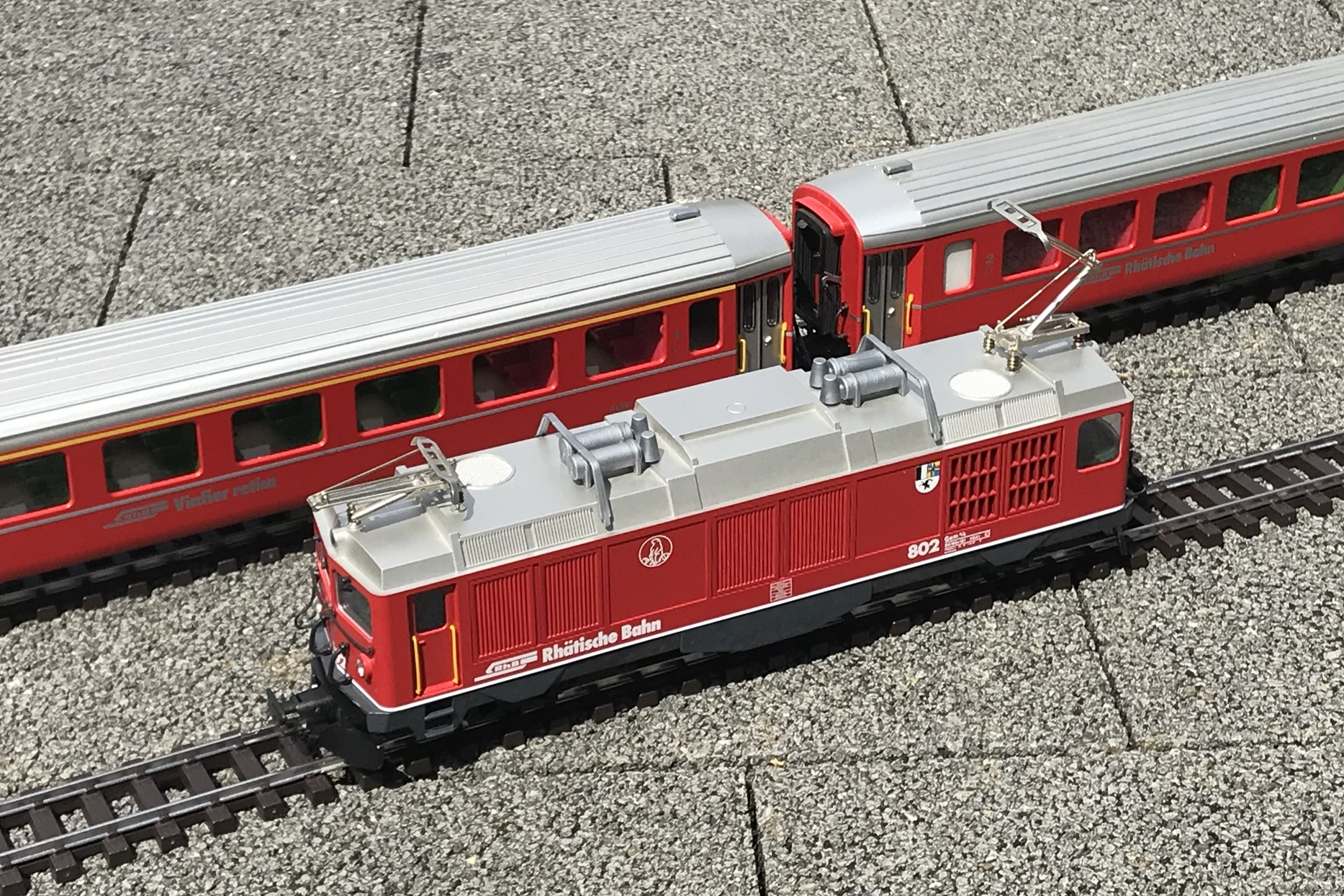
Gartenbahn (Modelleisenbahn) Modelle von UTZ und Roco Alpinline in der Spur 0m (Spur 0-22,5), 2022

Ab Mitte der 1980er und bis in die 2010er Jahre war die Spur 0m (Spur 0-22,5) im Alpenraum populär. Dies nachdem die Firma Gebrüder Matter 1985 ein vollständiges Gartenbahn (Modelleisenbahn) taugliches Alpenbahnprogramm anfänglich unter dem Markenname FAMA Alpenbahn zu günstigen Preisen initiierte. 1988 verkaufte sie dieses Programm jedoch an die Firma UTZ. Nach weiteren Verkäufen der entsprechenden Produktsparte, verbunden mit der Auslagerung der Produktion, sank der Marktanteil kontinuierlich. Die Spur 0m mit einer Modellspurweite von 22,5 mm ist aber nach wie vor beispielsweise auf den Anlagen der Schweizerischen Modelleisenbahn-Vereine weit verbreitet.

#### Spur 0m (0-22,2)
Eine Minderheit an Meterspur-Modellbahner, vorwiegend in Deutschland, sowie eine vorwiegend solvente Kundschaft in der Schweiz und Japan, nutzt die Spur 0m (0-22,2) und dies ausschließlich im Maßstab 1:45. Ausgangslage sind die um 1980 gültig gewesenen NMRA Normen bezüglich der Spur S, die damals noch mit einer Modellspurweite von 22,2 mm festgelegt war. Die Spurweite von 22,2 mm basiert auf dem Narrativ, dass die Meterspur in der Nenngröße 0 zwingend im Maßstab 1:45 und in der Modell-Spurweite 22,2 mm weitergegeben werden muss, da 1000 dividiert durch 45 genau 22,2 mm ergibt. Alle anderen Ansichten, so im Besonderen die seit 1958 bestehende NEM-Norm Bezüglich der Spur 0m, werden von einzelnen Protagonisten als grundsätzlich falsch betrachtet. In entsprechenden Diskussionen stellen sie sich als uneinsichtig und verweigern sich einer konstruktiven Diskussion. Ausgangslage sind aber die um 1980 gültig gewesenen NMRA Normen bezüglich der Schienen und dem Radprofil der Spur S, die damals noch mit einer Modellspurweite von 22,2 mm festgelegt war und für die Nachbildung von Meterspurmodellen vorwiegend der Rhätischen Bahn (RhB) der damals erschienenen Kleinserien-Hersteller unverändert übernommen wurden.

### Marktstellung heute
In Europa ist die Nenngröße 0 bedingt durch die Größe weniger bei Privatpersonen dafür aber umso mehr an Ausstellungen in Form von Dioramen und Modulanlagen sowie in Vereinen in Form der traditionellen festen Anlagen anzutreffen. In Museen sind auch Fahrzeugmodelle verbreitet.
In Nordamerika ist die Nenngröße 0 nach wie vor auch bei Privatpersonen weit verbreitet.
Mit Beginn der 1980er Jahre hat die Spur 0 auch bei den Anhängern von historischen Modellen, die vorwiegend aus Weißblech (Tinplate) hergestellt sind, wieder eine gewisse Verbreitung gefunden und zu signifikanten Wertsteigerungen geführt. Modelle und Zubehör werden noch immer hergestellt, sei es als Nachbildungen (Replikate) oder als Neukonstruktionen. Aber hier wurde der Zenit in den 2000er Jahren überschritten und führte in der Folge zu fallenden Preisen bei Liebhaberobjekten infolge nachlassendem Interesse.

## Maßstäbe und Spurweiten

### Kontinentaleuropa
Folgende Modell-Spurweiten sind für den Maßstab 1:43,5 und 1:45 in den Normen Europäischer Modellbahnen (NEM) festgelegt, oder sind länderspezifisch und überregional gebräuchlich:
| Bild | Spur        | Bezeichnung | Modell-Spurweite | Vorbild-Spurweite (Auswahl)                        | Verwendung der Vorbild-Spurweiten | Bemerkung |
| ---- | ----------- | ----------- | ---------------- | -------------------------------------------------- | --------------------------------- | --- |
|      | 0           | Normalspur  | 32 mm            | 1435 mm                                            | von 1250 mm bis 1700 mm           | Verwendung finden sowohl das Zweileiter-Gleissystem wie auch das Mittelleiter-Gleissystem |
|      | 0m (0-22,5) | Meterspur   | 22,5 mm          | 900 mm, 950 mm, 1000 mm und 1067 mm                | von 850 mm bis < 1250 mm          | Meterspur-Modellbahner, vorwiegend in Deutschland und der Schweiz, nutzt die Spur 0m (0-22,5). Ausgangslage sind die um 1980 gültig gewesenen NEM-Normen bezüglich der Spur 0m, die im Wesentlichen schon seit 1958 bestanden. Im Frankofonen Raum gibt es mehrere gängige dazugehörende Modellspurweiten mit 22,0 mm, 22,5 mm, 22,8 mm und 23,0 mm. Meist wird aber auch hier die Modell-Spurweite von 22,5 mm verwendet.            |
|      | 0m (0-22,2) | Meterspur   | 22,2 mm          | ausschließlich 1000 mm                             | ausschließlich 1000 mm            | Eine Minderheit an Meterspur-Modellbahner, vorwiegend in Deutschland und der Schweiz, nutzt die Spur 0m (0-22,2) und dies ausschließlich im Maßstab 1:45. Die Spur 0m mit einer Modellspurweite von 22,2 mm ist nicht Gegenstand der NEM Normen. Ausgangslage sind die um 1980 gültig gewesenen NMRA Normen bezüglich der Spur S, die damals noch mit einer Modellspurweite von 22,2 mm festgelegt war.                               |
|      | 0e (0-16,5) | Schmalspur  | 16,5 mm          | 600 mm, 610 mm, 750 mm, 760 mm, 800 mm und 1000 mm | von 650 mm bis < 850 mm           | Eine Mehrheit der Feld-, Schmalspur- und Meterspur-Modellbahner in Europa nutzt die Spur 0e (0-16,5). Stichwort Frankreich, Benelux, Deutschland und Osteuropa. Verwendung finden sowohl das Zweileiter-Gleissystem wie auch das Mittelleiter-Gleissystem (Märklin). Auffallend viele Schmalspurbahn Modellbauer brauchen zudem entgegen den NEM-Normen die Spur 0e zusätzlich für die Wiedergabe von Feldbahnen und Meterspurbahnen. |
|      | 0-14        | Feldbahn    | 14,0 mm          | 600 mm                                             | 600 mm und 610 mm                 | |
|      | 0f (0-12)   | Feldbahn    | 12 mm            | 500 mm und 600 mm                                  | von 400 mm bis < 650 mm           | |
|      | 0p (0-9)    | Parkbahn    | 9 mm             | 381 mm                                             | von 300 mm bis < 400 mm           | |

### Großbritannien
Folgende Modell-Spurweiten sind für den Maßstab 1:43,5 in den British Railway Modelling Standards Bureau (BRMSB) festgelegte, oder sind länderspezifisch und überregional gebräuchlich:
| Bild | Spur   | Bezeichnung | Modell-Spurweite | Vorbild-Spurweite                  |
| ---- | ------ | ----------- | ---------------- | ---------------------------------- |
|      | 0      | Normalspur  | 32 mm            | 1435 mm (4 Fuß 8½ Zoll)            |
|      | 0-22,5 | Kapspur     | 22,5 mm          | 1067 mm (3½ Fuß)                   |
|      | 0-18   | Schmalspur  | 18 mm            | 0762 mm (2½ Fuß)                   |
|      | 0-16,5 | Schmalspur  | 16,5 mm          | 0686 mm und 711 mm (2¼ und 2⅓ Fuß) |
|      | 0-14   | Schmalspur  | 14 mm            | 0610 mm (2 Fuß)                    |

Weitere Modell-Spurweiten
0-9: Verwendung von Gleisen und Bauteilen von Fahrzeugen mit einer Modell-Spurweite von 9 mm aus der Spur N, um Miniatureisenbahnen darzustellen, wie z. B. die Romney, Hythe and Dymchurch Railway mit einer Vorbild-Spurweite von 15 Zoll (381 mm, Minimum Gauge Railway, Fifteen-inch gauge railway) an der Küste von Südengland oder die Fairbourne Railway mit einer Vorbild-Spurweite von 12¼ Zoll (311 mm) an der Küste von Wales.

### Nordamerika
Folgende Spurweiten im Maßstab 1:48 wurden durch die National Model Railroad Association (NMRA) festgelegt, oder sind länderspezifisch und überregional gebräuchlich:
| Bild | Spur        | Bezeichnung | Modell-Spurweite | Vorbild-Spurweite             |
| ---- | ----------- | ----------- | ---------------- | ----------------------------- |
|      | 0           | Normalspur  | 32 mm            | 1435 mm (4 Fuß 8½ Zoll)       |
|      | 0n3         | Schmalspur  | 19,1 mm          | 0914 mm (3 Fuß)               |
|      | 0n30 (0n2½) | Schmalspur  | 16,5 mm          | 0762 mm (2½ Fuß bzw. 30 Zoll) |
|      | 0n2         | Schmalspur  | 12,7 mm          | 0610 mm (2 Fuß)               |

### Maßstababweichungen

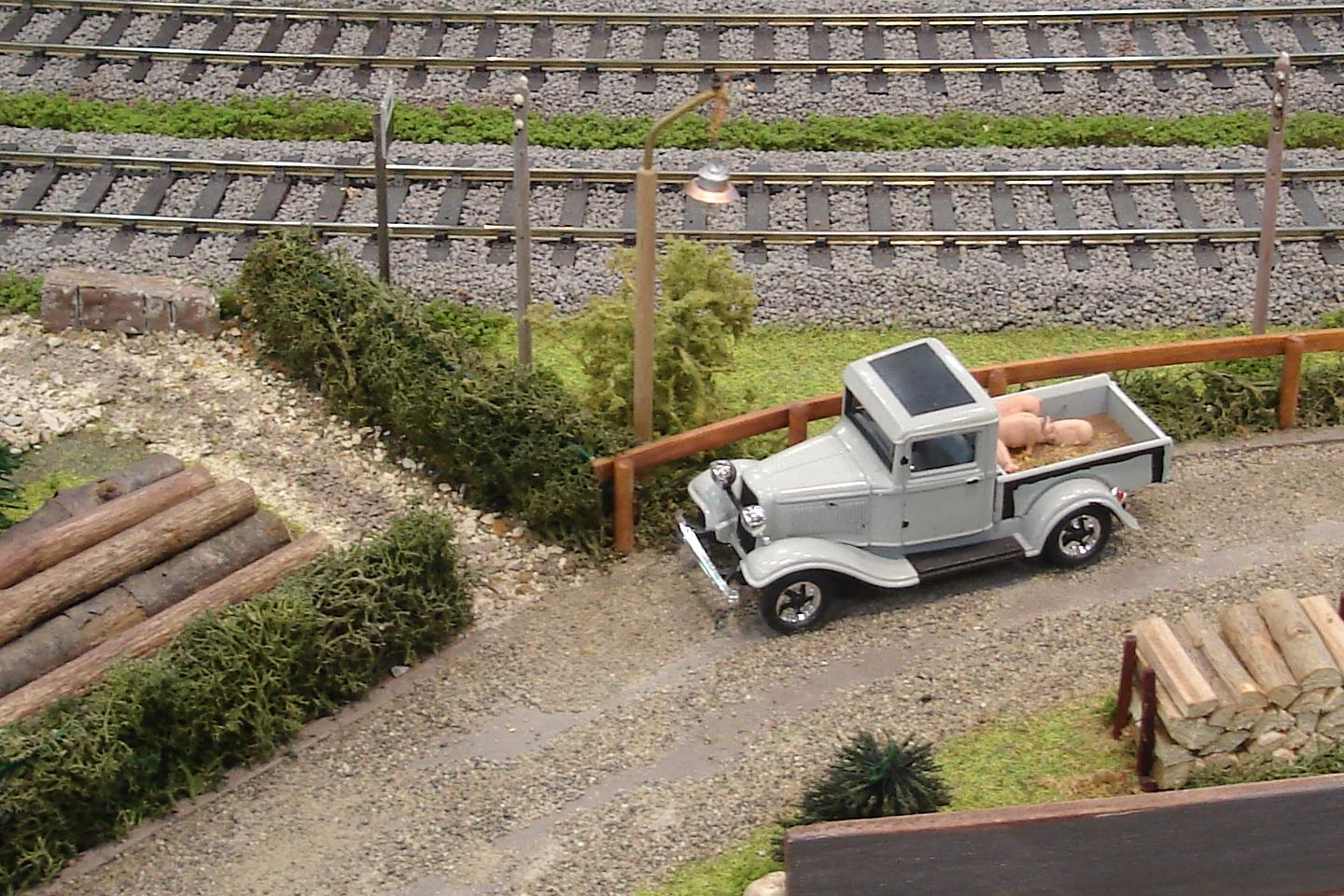
Automodell im Maßstab 1:43 im Bildzentrum eines Moduls im Maßstab 1:45 an der Spur-0-Expo in Olten im April 2011

Geschichtlich bedingt sind, und dies bis in die heutige Zeit, die Maßstäbe für die Nenngröße 0 regional unterschiedlich. So beträgt der Maßstab in den Ländern Kontinentaleuropas in der Regel 1:45 (errechnet aus der Spur des Vorbildes 1435 mm dividiert durch die 32 mm der Modellspurweite). In Großbritannien, wie auch in einem großen Teil des ehemaligen Britische Weltreich, ist der Maßstab 1:43,5 üblich, errechnet aus der Konvention, dass 7 mm im Modell einem Fuß (304,8 mm) des Vorbildes entsprechen (7 mm scale). Auch in Frankreich, wie auch in weiteren frankophonen Ländern, ist nach wie vor der Maßstab 1:43,5 üblich. In Nordamerika ist ein Maßstab von 1:48 üblich, errechnet aus der Konvention, dass 1⁄4 Inch (6,35 mm) im Modell einem Fuß (304,8 mm) des Vorbildes entsprechen (quarter inch scale).
Bedeutsam ist heute bei der Nenngröße 0 der Stellenwert von Modellautos im weit verbreiteten Maßstab von 1:43. Es finden sich aber wiederholt auch Automodelle, meist LKW und Baufahrzeuge, im Maßstab von 1:50 und 1:55 auf den entsprechenden Modelleisenbahnanlagen. Die beiden Maßstäbe von 1:50 und 1:55 haben dabei im Britische Weltreich bei den Modelleisenbahnern die Bezeichnung 5,5 mm scale und 6,0 mm scale.
Die Modelle nach gleichen Vorbildern im Maßstab 1:43,5 wirken im direkten Vergleich etwas wuchtiger als die im Maßstab 1:45, 1:48, 1:50 oder 1:55.

## Schienen- und Gleissysteme der Spur 0

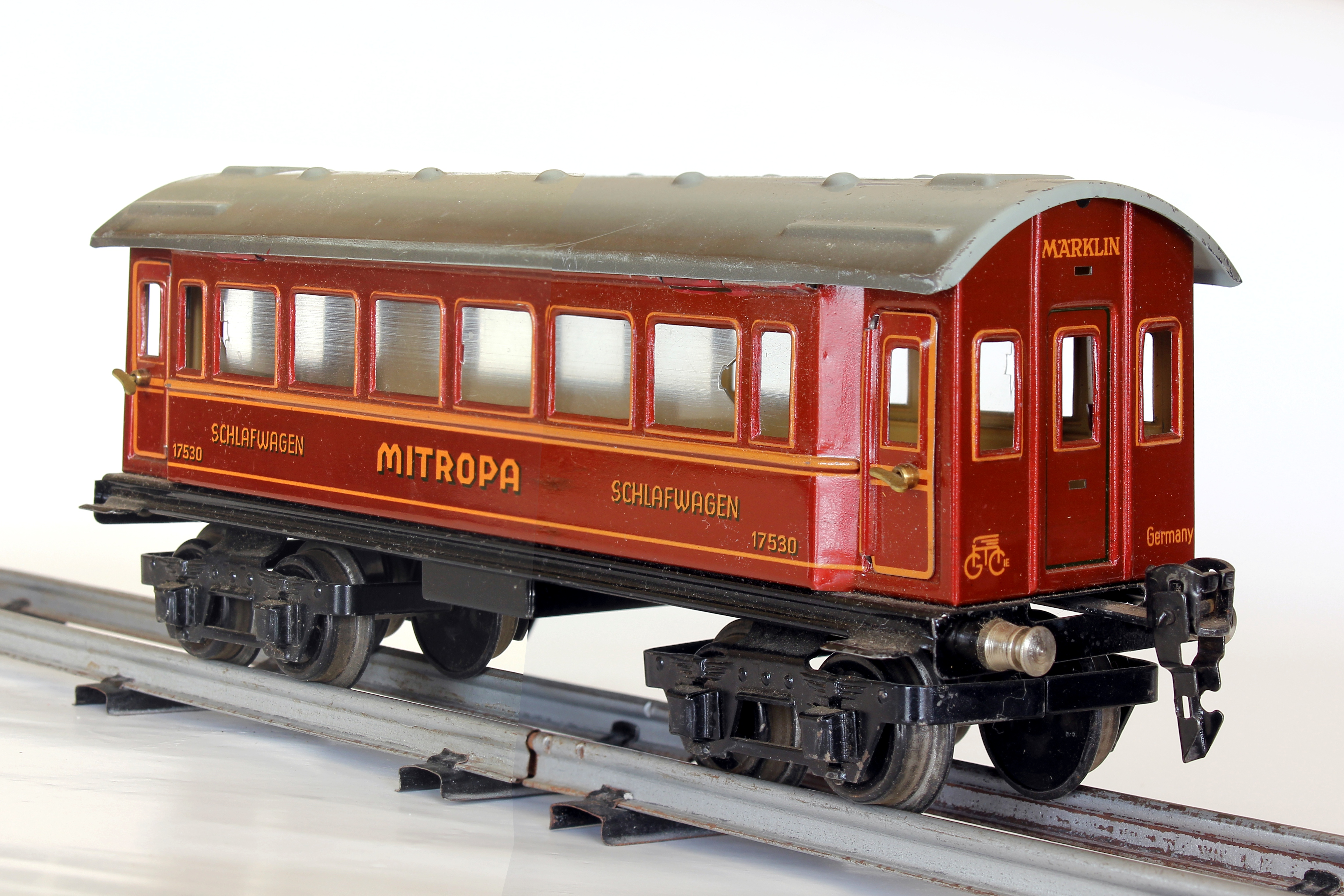
Märklin-Schlafwagen um 1952 auf Tinplate Schienen

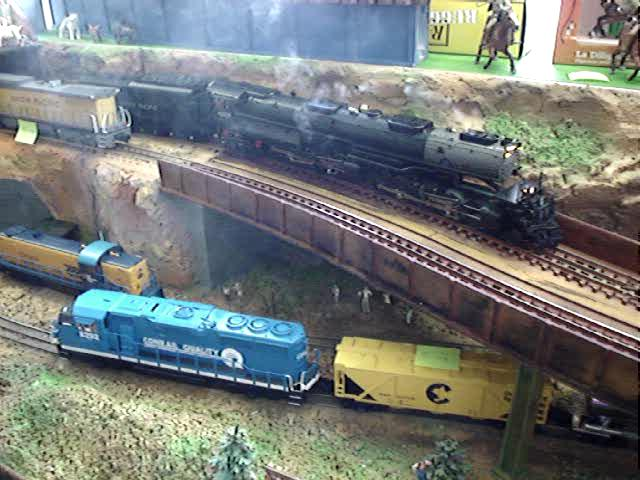
High Rails auf einer Ausstellungsanlage an der Convention der American Railroadfans in Switzerland, 2006

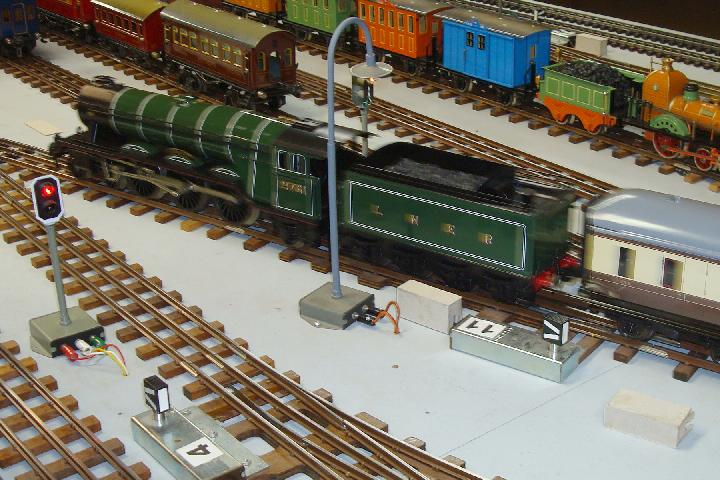
Dreischienen-Dreileiter-Gleis mit isolierenden Holzschwellen auf einer Vereinsanlage mit einem hohen Gleisprofil.

### Unterschiedliche Gleissysteme
Ähnlich wie bei Spur H0 existieren auch heute noch aus historischen Gründen für die Spur 0 drei elektrische Gleissysteme: Das Zweischienen-Zweileiter-Gleissystem, das Dreischienen-Zweileiter-Gleissystem (die typischen Tinplate-Gleise mit isoliertem Mittelleiter) und das echte Dreischienen-Dreileiter-Gleissystem. Auch hier werden heute vorwiegend das Zweischienen-Zweileiter-System und das Dreischienen-Zweileiter-System verwendet, mit Wechsel- oder Gleichstrom, zunehmend auch im Digitalbetrieb.
Wie bei der Spur H0 gibt es auch in der Spur 0 Dreischienen-Zweileiter-Gleissystem mit einer durchgehenden Schiene oder aber Punktkontaktgeleise als Mittelleiter. Aus historischen Gründen gibt es aber auch vereinzelt ältere Modelleisenbahnanlage beispielsweise in der Schweiz, bei denen Wert auf den elektrischen Betrieb über Oberleitung gelegt wird. Bei diesen ist an Stelle des Mittelleiters eine Oberleitung, der Einsatz von Dampf- und Diesellokomotiven nicht möglich.
Beim Betrieb von Uhrwerklokomotiven oder Lokomotiven mit Batterie- oder Akkubetrieb (Batterie integriert in die Lokomotive) können elektrisch nicht getrennte Gleise aus Metall oder solche aus Kunststoff verwende werden. Bei Lokomotiven mit Echtdampfbetrieb werden jedoch aus Sicherheitsgründen ausschließlich Gleise aus Metall verwendet.

### Schienensysteme
Grundsätzlich gibt es auch heute noch aus historischen Gründen drei verschiedene Schienensysteme:
Tinplate-Schienen
Tinplate-Schienen, dies sind Schienen, die meist aus Blech hergestellt sind und ein verhältnismäßig hohes Schienenprofil und runde Schienenköpfe haben. Sie stammen aus der Anfangszeit der Spielzeug- und Modelleisenbahn und werden von Spielzeug- und Modelleisenbahnern verwendet, die sich mit Spielzeug- und Modelleisenbahnen aus dieser Zeit beschäftigen.
High Rails
High rail sinngemäß auf Deutsch Gleise mit hohem Schienenprofil. Der Begriff stammt aus den USA. Solche Schienen sind in Nordamerika nach wie vor neu erhältlich und je nach Hersteller systembedingt notwendig, beispielsweise bei Lionel. Lionel hat in den USA nach wie vor eine gewisse Marktstellung und verwendet bis heute einen Mittelleiter in Form einer dritten durchgehenden Schiene. Hergestellt werden diese vergleichsweise mächtig wirkenden Schienensysteme auch durch die Firmen M.T.H. und Atlas aus USA.
Um Modelle verschiedener elektrischer Konstruktion auf einer Anlage betreiben zu können, wird manchmal auch ein umschaltbares Dreischienen-Dreileiter-Gleissystem verwendet. In der Schweiz sind diesbezüglich die Keiser-Gleise typisch für diese Anwendung.
Modellschienen
Modellschienen beziehungsweise Modellgleise, sind feine Gleise, die maßstäblich und dem Vorbild sehr ähnlich sind. Solche stellt beispielsweise die britischen Firma Peco her, einerseits mit der Nachbildung britischer Schienenbefestigungen mit Schienenstühlen unter der Marke Peco, aber auch mit Schienenstühlen nach kontinentaleuropäischem Vorbild unter der Marke Lenz. Das Gleissystem von Lenz wurde von Lenz Elektronik an Peco verkauft und wird heute von Peco in England hergestellt und bei Lenz unter dem Namen Lenz vertrieben, nachdem es zuvor Lenz selbst in China herstellen ließ.
Daneben bieten zahlreiche Kleinserienhersteller Selbstbauschienen und -weichen mit Holzschwellen mit hoher Vorbildtreue an.

## Markennamen und Hersteller (Auswahl)

Spur-0-Modell der Schnellzuglokomotive Baureihe 18, Eigenbau aus Messing

### Spur 0
Liste beinhaltet sowohl relevante Markennamen und Hersteller von Fertigprodukten, Bausätzen und Zubehör nach kontinentaleuropäischen Vorbildern.
Aktuelle Markennamen und Hersteller
- HELJAN, 1:43,5
- Dapol, 1:43,5
- Elettren, 1:43,5[15]
- Lenz electronik, 1:45
- Schnellenkamp 0-Modell, Fahrzeuge und Zubehör nach Deutschen Vorbildern, 1:43,5 und 1:45[16]
- Lematec
- Modelbex
- Fulgurex, 1:43,5 und 1:45
- Lombardi, 1:43,5 und 1:45
- Demko
- Buco, Relaunch, seit 2011, BUCO Spur 0 GmbH Bauma

Ehemalige Markennamen und Hersteller
- Bassett-Lowke
- Brawa
- Bing
- Georges Carette
- Fournerau, 1:43,5
- Marescot, 1:43,5
- Märklin
- Kraus Fandor
- Karl Bub
- Keiser
- Faller (Faller Train)
- Fleischmann
- POLA (POLA Maxi später Rai-Mo), 1:45
- Lima, 1:45
- Rivarossi, 1:45
- Metropolitan, 1967 bis 1994
- Lemaco, 1985 bis 2005,[17] 1:43,5 und 1:45
- Hermann
- HAG
- Buco, 1944 bis 1957, A. Bucherer & Co. AG, Diepoldsau

### Spur 0n3
Liste beinhaltet sowohl relevante Markennamen und Hersteller von Fertigprodukten, Bausätzen und Zubehör nach Amerikanischen Vorbildern.
Aktuelle Markennamen und Hersteller
- Mountain Model Imports (MMI), Amerikanische Fahrzeugmodelle

### Spur 0m (0-22,5)
Liste beinhaltet sowohl relevante Markennamen und Hersteller von Fertigprodukten, Bausätzen und Zubehör nach kontinentaleuropäischen Vorbildern.
Aktuelle Markennamen und Hersteller
- Aubertrain,[18] Fahrzeuge von französischen Meterspurbahnen, Maßstab 1:43,5

Ehemalige Markennamen und Hersteller
- FAMA-Alpenbahn und Nachfolger mit den verschiedenen Markennamen wie FAMA/UTZ, Alpine Line in der Ära Roco, Alpine Line. Vollsortimenthersteller von schweizerischen Meterspurbahnen, Maßstab 1:45
- Lang Modellbau,[19] Fahrzeuge nach schweizerischen Meterspurbahnen, Maßstab 1:45

### Spur 0m (0-22,2)
Liste beinhaltet sowohl relevante Markennamen und Hersteller von Fertigprodukten, Bausätzen und Zubehör nach kontinentaleuropäischen Vorbildern.
Aktuelle Markennamen und Hersteller
- Schnellenkamp 0-Modell, Fahrzeuge und Zubehör von deutschen Meterspurbahnen, Maßstab 1:45
- Ferro-Suisse, Maßstab 1:45
- Model Rail, Maßstab 1:45
- AGB Technology, Maßstab 1:45

Die hochdetaillierten Fahrzeugmodelle von Ferro-Suisse, Model Rail und AGB Technology haben auch ihren entsprechend hohen Preis. So kostet ein RhB Schiebewandwagen von AGB Technology rund Franken/Euro 2700.-.

## Verbände und Vereine (Auswahl)

### Gauge O Guild
Die Gauge O Guild ist eine Organisation zur Förderung der Spur 0 in Form eines in Großbritannien registrieren Vereins. Der Verein wurde im Jahre 1956 gegründet und hat Ende 2022 über 5500 Mitglieder, davon etwa 500 im Ausland. Sie gilt als weltweit größte Vereinigung an Spur 0 Modelleisenbahner.
Schwerpunkt des Gauge O Guild ist die Herausgabe der Quartalsweise erscheinenden Zeitschrift Gazette, The Journal of the Gauge O Guild und die Betreibung einer umfangreichen Internetseite. Diese Internetseite beinhaltet unter anderem ein englischsprachiges Forum Gauge O Guild, eine umfassenden Bildergalerie der Mitglieder und eine Verkaufsplattform für Modelleisenbahnprodukte von Firmen wie auch Privaten. Zur Förderung der Spur 0 veranstaltet die Gauge O Guild jährlich mehrere eigene Modelleisenbahn-Ausstellungen.

### 7 mm Narrow Gauge Association
Die 7 mm Narrow Gauge Association sind ein 1979 gegründeter im Vereinigten Königreich ansässiger Verein von Modelleisenbahner, die sich mit dem Bau und Betrieb von Schmalspurbahn Modelleisenbahn-Fahrzeugen, -Dioramen, -Modulen und -Anlagen beschäftigen. Die meisten der derzeit rund 900 Mitglieder, sind im Vereinigten Königreich ansässig.
Der Verein gibt eine zweimonatlich erscheinende Zeitschrift, die Narrow Lines, heraus die allen Mitgliedern zugeschickt wird.

### Le Cercle du Zéro
Der Cercle du Zéro 0 ist eine Organisation zur Förderung der Nenngröße 0 in Form eines in Frankreich registrieren Vereins. Offiziell wird er als Le Cercle du Zéro bezeichnet. Der Verein wurde im Jahre 1982 gegründet und hat Ende 2022 gegen 500 Mitglieder. Im Gegensatz zur ehemaligen ARGE Spur 0 fördert der Verein die Nenngröße 0 umfassend (Normalspur, Meterspur, Schmalspur) und nicht nur die Spur 0 (Normalspur).
Schwerpunkt des Cercle du Zéro ist die Herausgabe der drei Mal jährlich erscheinenden Modelleisenbahn Zeitschrift Le Bulletin und des Newsletter Entrevois. Darin finden sich Beschreibungen zum Fahrzeugbau, Gebäudebau und vielem mehr. Der Verein betreibt aber auch einen Online-Shop von Bauteile für Modelleisenbahner und ein Forum, das französischsprachige Forum du Zéro. Zudem bietet er seinen Mitglieder von Mitglieder konstruierte Sondermodelle an.
Viele Mitglieder des Cercle du Céro sind auch Mitglied des Cercle Historique du Rail Français, einem Verein der maßgebend dazu beiträgt, dass über WikiPLM, WikiPO und WikiMidi eine umfassende Plansammlung auch für Modellbauer, Modelleisenbahner inklusive, Online bereitgestellt wird.

### ARGE Spur 0
Die ARGE Spur 0 war eine Arbeitsgemeinschaft zur Förderung der Spur 0 in Form eines in Deutschland registrierten Vereins. Der offiziell als Internationale Arbeitsgemeinschaft Modellbahnbau Spur 0 e. V. bezeichnete Verein wurde im Jahre 1973 gegründet und am 1. Oktober 2022 auf der 49. Jahreshauptversammlung in Wernigerode zum Jahresende 2022, trotz einem Bestand von rund 800 Mitgliedern aufgelöst, da der Vorstand nicht mehr den Statuten gemäß besetzt werden konnte.
Schwerpunkt der ARGE Spur 0 war die Herausgabe der Vereinszeitschrift Spur 0 Lokomotive in gedruckter Forum die exklusiv den Vereinsmitgliedern zugestellt wurde. Die letzte Ausgabe, das Heft 4 / 2022, erschien Anfang 2023. Zur Förderung der Spur 0 wurde die Jahreshauptversammlung jährlich an wechselnden Orten in Deutschland, Österreich und der Schweiz durchgeführt. Das vereinseigene Forum Modellbahn Spur 0 war Anfang Februar 2023 noch im Betrieb, ist jedoch nur für die Vereinsmitglieder bestimmt und nicht öffentlich einsehbar.

## Bezeichnungen
In Nordamerika, teilweise auch in England, wird für die Bezeichnung der Nenngröße oder der Spur vielfach der Buchstabe O statt der Zahl 0 verwendet.
In den USA ist auch die Bezeichnung 1/4 inch scale und in Großbritannien der Ausdruck 7 mm gauge üblich.
In England ist die Bezeichnung für die Schmalspurbahnen uneinheitlich. In diesem Artikel wird die Schreibweise einheitlich wie folgt angewendet: 0 für die Nenngröße, Minuszeichen für die Trennung zur Modell-Spurweite, Komma als Trennzeichen der Dezimalstelle in der Zahl der Modellspurweite. Beispiel: 0-16,5.